# 週末
週末（しゅうまつ、weekend）は、週の終わりを示す言葉である。その範囲はあいまいであるが、日本における意識調査によると、土曜日と日曜日（土日、どにち）が週末であるとする者が約半数である。

## 週末の範囲

### 辞書など
辞書によって指し示す範囲に揺らぎがある。

### 意識調査
NHKによる全国調査（2018年11月実施）の結果は次のようであり、約半数が土、日曜日を週末としている。金曜日の夜からとする者を含めると、約2/3の者が日曜日が週末に含まれると意識している。
質問：「週末」とはどのような期間を表すと思いますか。
- 土曜日と日曜日：47％
- 金曜日の夜から日曜日の夜まで：18％
- 金曜日と土曜日：17%
- 土曜日のみ：10%
- 金曜日のみ：4%
- 日曜日のみ：2%
- （その他、わからない）2%

（2018年11月実施、サンプルサイズ4000中1211人回答）
日曜日が週末に含まれると回答した者の割合は67 %（男63%,女72%）であった。
1999年の同様の調査においても、「週末は土曜日と日曜日」という回答が半数を占めていた。

### 気象庁の定義
気象庁では土曜日と日曜日を「週末」としている。ただし、「週間天気予報文の中では、期間の終わりとまぎらわしいので用いない」としている。

### 映画業界
映画業界では金曜日と土曜日、日曜日を「週末」としている。これは、日本やアメリカなど多くの地域で映画の週末興行成績ランキングを多くの新作映画が封切られる金曜日と土曜日、日曜日を集計対象にしているためである。

### 米国の例
アメリカで、1926年にフォード・モーターが工場を土曜日と日曜日に閉めるようになったことより、土曜日、日曜日を週末とする場合もあるが、これは、ユダヤ教徒の休日である土曜日と、キリスト教徒の休日である日曜日の両方を休みにしたためである。しかし、伝統的には週の最初の日は日曜日、最後の日は土曜日である。現在は、ヨーロッパ社会やISO 8601の規格において、週の最初の日は月曜日、最後の日は日曜日となっている。なお、近年は、金曜日も含めて週末と呼ぶ例も生じている。

## 週末の一覧
- 金曜日
- 土曜日
- 日曜日